# Ягідне (Правдинський район)
Ягідне (рос. Ягодное) — селище Правдинського району, Калінінградської області Росії. Входить до складу Домновського сільського поселення.
Населення —  23 особи (2015 рік). 

## Населення
| 2002 | 2010 |
| ---- | ---- |
| 40   | ↘23  |